# 瀘州衛
瀘州衛是明代的一個衛所。明洪武二十五年(1392)置，屬四川都司。治所在瀘州（今四川瀘州市），成化四年(1468)遷宋江渡(今四川興文縣），清康熙二十四年(1685)廢入瀘州。